# Monastère de Bogolioubovo de la Nativité de la Mère de Dieu
Le monastère de Bogolioubovo de la Nativité de la Mère de Dieu ou monastère Bogolioubski de la Nativité de la Vierge (en russe : Боголю́бский монасты́рь Рожде́ства Богоро́дицы) est un monastère orthodoxe, situé dans la petite ville de Bogolioubovo, dans l'oblast de Vladimir, éparchie de Souzdal et Vladimir, patriarcat de Moscou et de toutes les Russies. 
Le monastère occupe l'emplacement du château de Bogolioubovo construit par André Ier Bogolioubski au XIIe siècle et qui est un des seuls édifices civils de la Rus' de Kiev, qui ait été conservé jusqu'à nos jours (mais en partie seulement). 
Ce château se trouve dans l'enceinte même du monastère avec lequel ses bâtiments se confondent, mais le style et les époques de construction différents permettent de les distinguer de visu aisément.  

## Château de Bogolioubovo

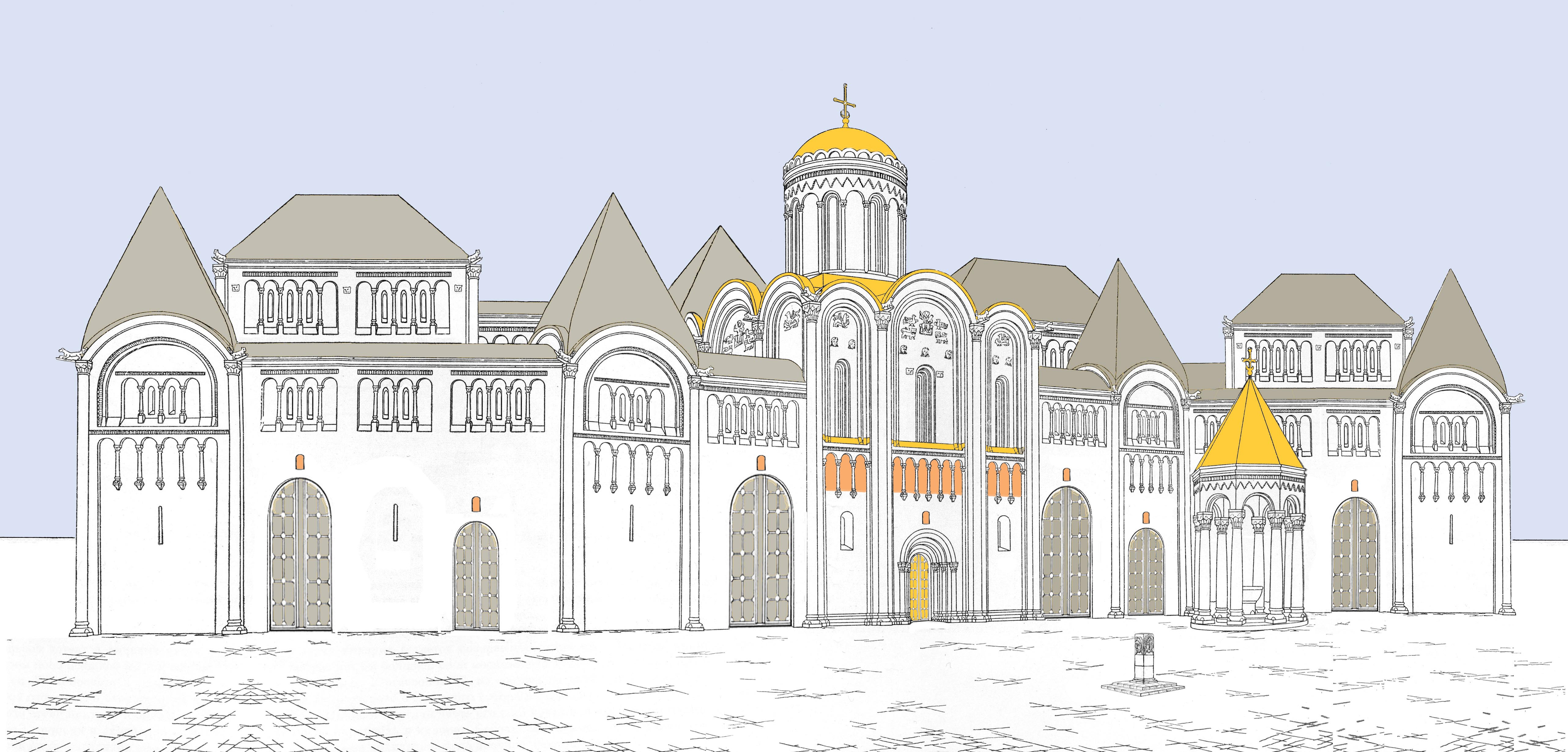
Reconstitution du château par Sergueï Zagraïevski

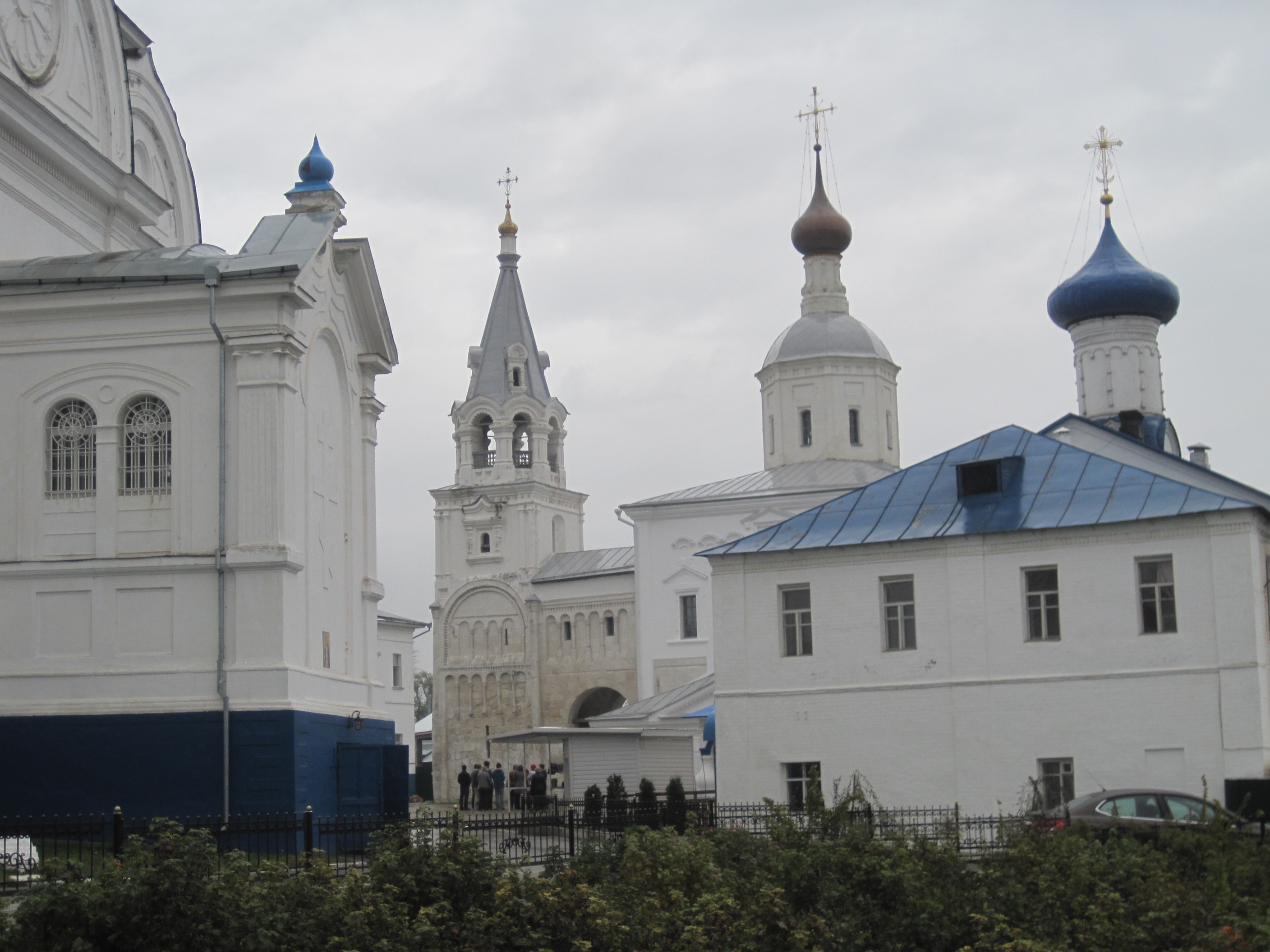
Château de Bogolioubovo parmi les bâtiments du couvent de Bogolioubovo.

Le prince de la Rus' du nord-est (Souzdal-Vladimir), André Ier Bogolioubski (second fils du prince Iouri Dolgorouki) s'installe à Bogolioubovo dans une résidence construite en pierre vers 1158. À côté de la résidence est édifiée une église dédiée à la Nativité de la Sainte Vierge.
L'ensemble de la résidence du prince inclut, outre l'église de la Nativité, deux étages élevés en pierre ; le château étant entouré d'une enceinte en pierre. Il n'existe pas d'autres exemples en Russie de pareils complexes de l'époque pré-mongole en pierre blanche. Jusqu'aux années 1950, le château a été considéré comme perdu jusqu'à ce qu'en 1954 l'historien russe Nikolaï Voronine découvre l'accès vers le chœur et l'escalier à la base desquels a été construit le clocher au XVIIIe siècle. 

## Histoire du monastère

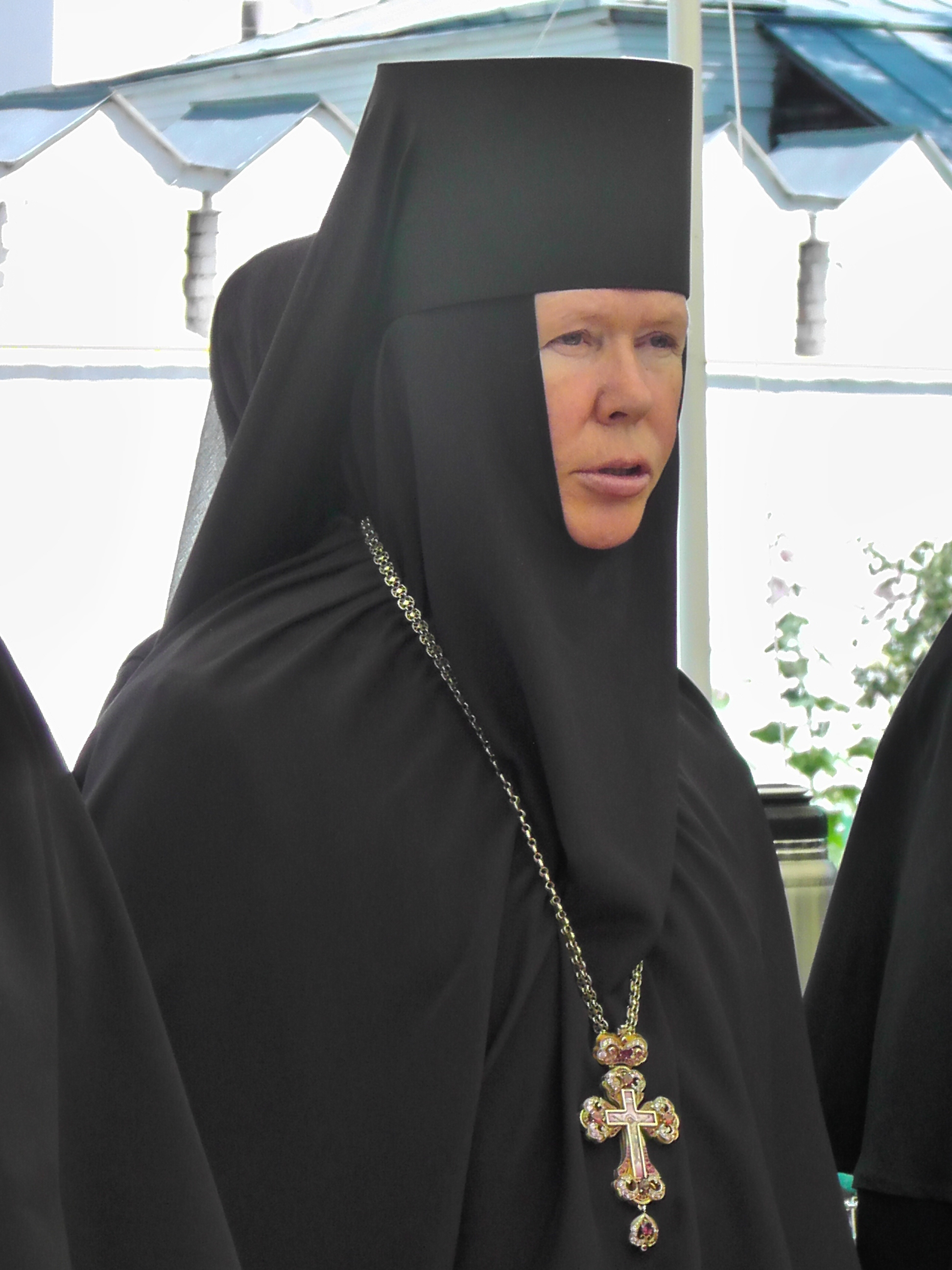
Higouménia du monastère féminin

Le prince André Bogoliobski est mort assassiné dans son château en 1174. C'est peut-être dans un esprit d'expiation de ce crime que le monastère que l'on peut encore voir actuellement a été construit. L'historien d'art russe Nikolaï Voronine a émis l'hypothèse suivant laquelle le monastère aurait été construit par ses successeurs au XIIIe siècle. Toutefois il faut observer que les informations sur l'origine du monastère sont diverses et datent d'une époque fort tardive. Or le monastère ne figure pas dans les listes académiques des anciens monastères.
Le monastère possédait jusqu'à l'arrivée des soviétiques de nombreuses terres autour de Bogolioubovo comme celles des villages d'Oslavskoïe ou de Borissovskoïe.
Plus tard, entre 1855 et 1866, une cathédrale de dimension considérable a été élevée en l'honneur de l'Icône de Bogolioubovo de la Mère de Dieu dans un style russo-byzantin sur base des plans de l'architecte Constantin Thon
En 1921—1923, au début de l'ère soviétique le monastère est fermé par les autorités. L'ensemble des bâtiments et de la propriété est transféré au musée de Vladimir. 

## Renaissance de la vie monastique
En 1991 une partie des bâtiments a été transférée à une communauté monastique sous la direction d'une higoumène. Le 14 janvier 1997, par décision hiérarchique, 60 sœurs ont été installées dans le monastère en provenance du monastère de la Transfiguration du Sauveur Zadonski. Puis sont apparus deux monastères : un pour homme et un pour les femmes. C'est le point de départ de la renaissance du monastère.
Les murs de la cathédrale ont été enduits de plâtre, le chauffage central a été installé. Des lustres ont été suspendus (dont certains pèsent deux tonnes). Le sol a été recouvert de marbre et de granite. Des autels ont été placés en différents endroits. La restauration des peintures a été terminée et depuis 2002 ont été mis en place trois niveaux d'iconostases sculptés et dorés. Des dépendances ont été érigées, un verger planté, un atelier de menuiserie restauré et équipé. Les cloches sont hissées dans les clochers : elles pèsent entre 1 000 et 8 000 kilos. À l'emplacement de la source sacrée contre le mur du monastère ont été élevés une chapelle et des fonts baptismaux. Le porche d'entrée du monastère a été restauré jusqu'en 2015.   
La tradition de la procession de l'Icône de Bogolioubovo de la Mère de Dieu qui datait du XVIIIe siècle a été rétablie à la date du premier juillet de chaque année en souvenir d'une terrible épidémie de peste. 

## Édifices du monastère
- Cathédrale de la nativité (1751)
- Vestige du palais d'André Bogolioubovski (1158—1165)
- Église de l'Annonciation (1683), reconstruite en 1804
- Cathédrale Bogolioubovski (1866)
- Porche-tour et clocher (1841)

## Refuge pour enfants mineurs

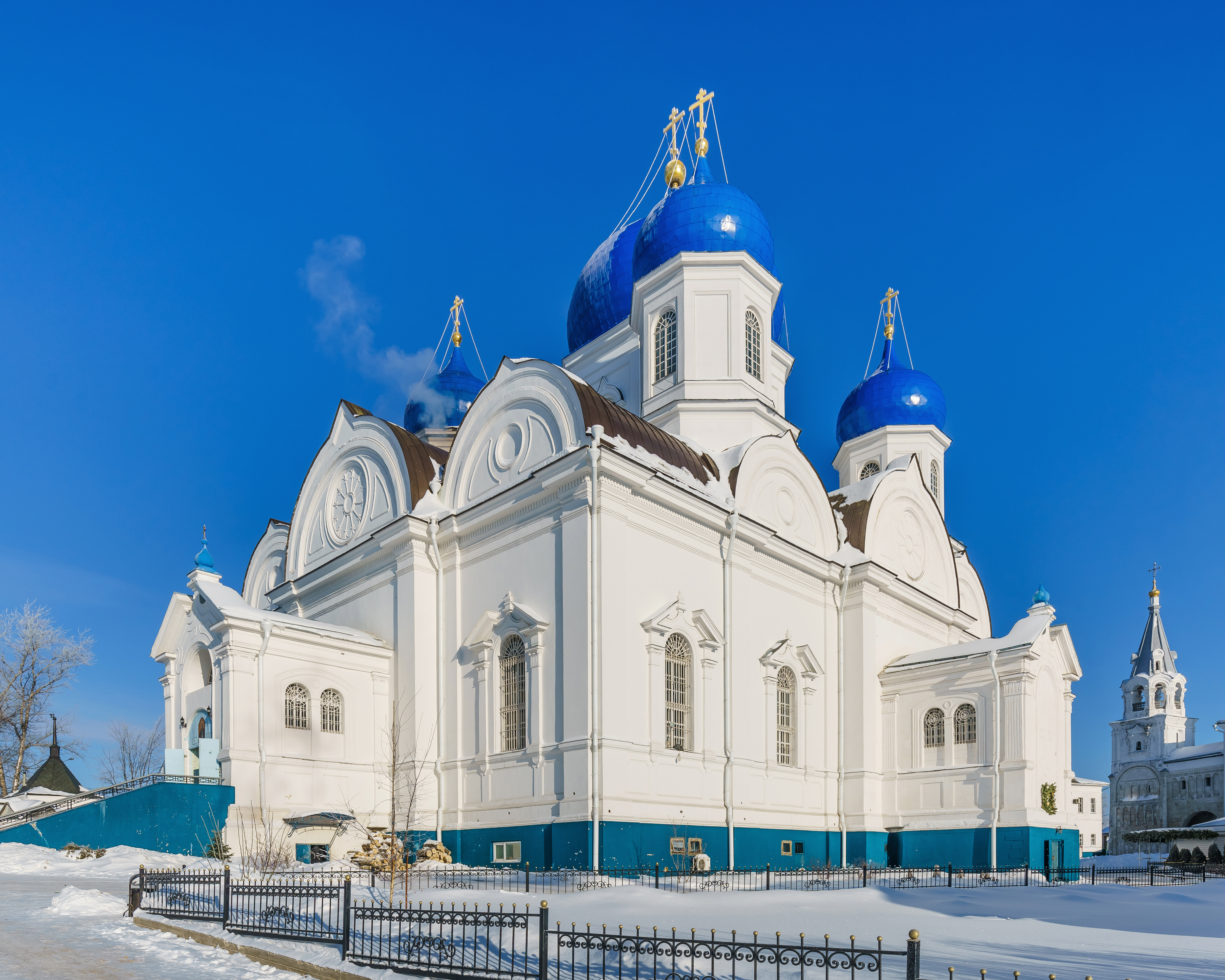
Façade de l'église du couvent du château de Bogoliobovo

En septembre 2009 les médias ont rapporté la fugue, en août 2009, de deux jeunes filles accueillies au monastère comme mineures. Elles ont ensuite envoyé des lettres incriminant des autorités au procureur de la fédération de Russie, au patriarche Cyrille de Moscou et de toute la Russie et au président de la fédération de Russie,,.
Le premier octobre 2009, une commission spéciale a été désignée par le patriarche Cyrille pour examiner la situation. Certains observateurs ont relié le scandale lié à cette fugue à une provocation contre l'archimandrite ultra-conservateur Piotr Koutcher. Le 18 novembre de la même année, le président de la commission d'enquête du procureur de la République, Alexandre Bastrykine a déposé un projet de loi pour garantir le respect des droits des mineurs placés dans les monastères faisant office d'orphelinat
Le 4 décembre 2009, il a été signalé que dans l'orphelinat du couvent, après enquête, avaient été constatées des violations à la loi. La directrice a été privée du droit de garde, mais l'enquête n'a pas démontré l'existence de comportements abusifs à l'égard des enfants sous tutelle qui avaient adressé une plainte aux autorités civiles et religieuses .